# Tipula (Eumicrotipula) expleta
Tipula (Eumicrotipula) expleta is een tweevleugelige uit de familie langpootmuggen (Tipulidae). De soort komt voor in het Neotropisch gebied.